# Hemileius paratenuis
Hemileius paratenuis är en kvalsterart som beskrevs av Lee 1989. Hemileius paratenuis ingår i släktet Hemileius och familjen Hemileiidae. Inga underarter finns listade i Catalogue of Life.